# Habitus (medicin)
Habitus är en medicinsk term för kroppskonstitution eller kroppstyp. Med habitus avses framför allt kroppstypens eller kroppskonstitutionens benägenhet att framkalla en viss åkomma eller besvär. Med habitus asthenicus avses en slank och gänglig kroppskonstitution, som förr ansågs vara benägen för asthenia universalis vilket bland annat innefattade neurasteni och muskelsvaghet i inre organ.